# Мичуринский (Ростовская область)
Мичу́ринский — посёлок в Волгодонском районе Ростовской области.
Входит в состав Победенского сельского поселения.

## История
До 1967 года носил название Центральная усадьба винсовхоза «Морозовский».

## Население
| 1989 | 2002 | 2010  |
| ---- | ---- | ----- |
| 885  | ↗955 | ↗1079 |

## Улицы
| - ул. 50 лет Октября - ул. 60 лет Октября - ул. Виноградная - ул. Галины Кузнецовой - ул. Комарова | - ул. Комсомольская - ул. Ленина - ул. Молодёжная - ул. Садовая - ул. Степная |